# Alice in Hell (Shari)
Alice in Hell è il terzo EP della cantante italiana Shari, pubblicato il 26 maggio 2023 dalla Sony Music.

## Descrizione
La prima parte dell'Ep contiene tre canzoni inedite ed è il primo lavoro discografico della cantante dopo l'uscita del brano Ti uccido  e del brano Egoista  con il quale ha preso parte al Festival di Sanremo. Le successive parti dell'Ep saranno pubblicate in futuro.

## Tracce
Parte 1
1. Ohana – 3:04
2. Mi sanguina il cuore – 2:52
3. Ki 666 – 2:15

Tracce nella riedizione digitale
1. Non esisto – 3:06
2. Parlami – 3:37
3. Stai zitta e suona – 1:29
4. Vino del sud – 1:55